# Andrea Guarino
Andrea Guarino (Roma, 20 dicembre 1953) è un ex politico italiano.

## Biografia
Avvocato e docente universitario. Viene eletto con L'Ulivo alle elezioni politiche del 1996, vincendo nel collegio uninominale della Camera di Roma Ostiense: a Montecitorio aderisce al gruppo di Rinnovamento Italiano. Nel dicembre 1996 anno passa ai Popolari e Democratici - L'Ulivo. A fine 1999 entra invece nel gruppo misto, per poi aderire a Forza Italia nel gennaio 2001. Termina il proprio mandato parlamentare nel maggio dello stesso anno. 
Nel 2009 confluisce con Forza Italia nel Popolo della Libertà, restandoci fino allo scioglimento del partito nel 2013, anno in cui lascia la politica.